# Маяк на Угре
«Мая́к на Угре́» — лэнд-артовский проект Николая Полисского, созданный совместно с Никола-Ленивецкими промыслами в 2004 году. Первый долговечный объект, построенный в Парке «Никола-Ленивец», и ставший символом парка. «Маяк» находится в деревне Никола-Ленивец на берегу реки Угры в месте её изгиба, высота объекта 18 метров, наверху находится смотровая площадка. «Маяк» создан местными жителями за 3 месяца по проекту Полисского и по предложению национального парка Угра. Материал: ветви вязов, уничтоженных короедом. Постройка возведена без гвоздей, с использованием металлического каркаса. До «Маяка» на этом берегу стояли временные арт-объекты Полисского — «армия снеговиков» и «сенная башня».

## Фотографии

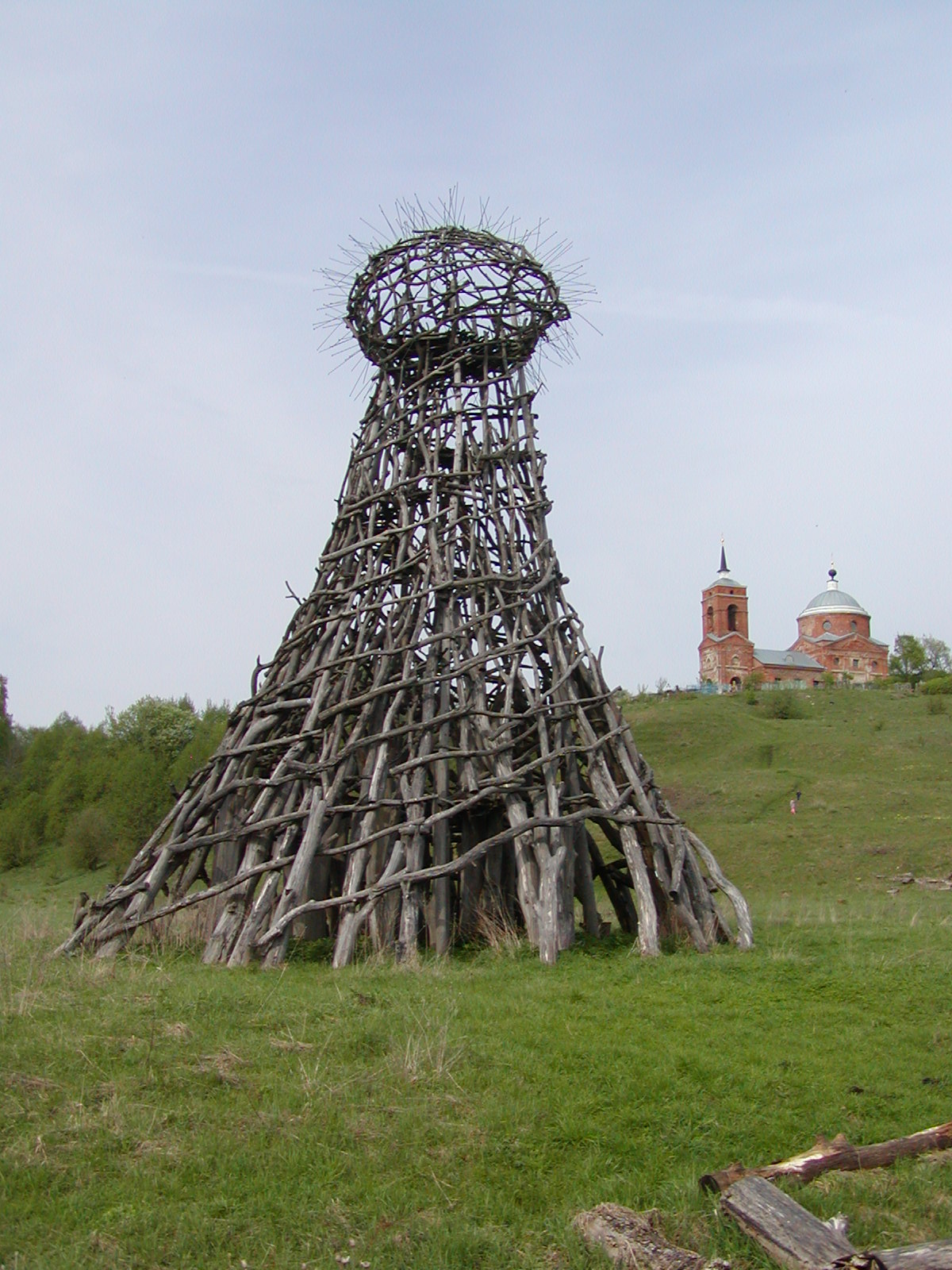